# Trilistnik
Trilistnik (bułg. Трилистник) – wieś w południowej Bułgarii, w obwodzie Płowdiw, w gminie Marica.